# Musée d'Art moderne de Tampere
Le Musée d'art moderne de Tampere (finnois : Tampereen nykytaiteen museo) est un musée situé dans le quartier d'Amuri à Tampere en Finlande,,.

## Description
Historiquement le musée est le premier musée d'art moderne de Finlande.
Les collections du musée commencent par l’acquisition en 1964 de 70 œuvres de Wäinö Aaltonen, puis de 73 statues de Jussi Mäntynen.
Le fond se compose de réalisations postérieures à 1910 et il est composé principalement d’œuvres artistiques finlandaises des années 1960, 1970 et 1980.
Les collections regroupent, entre autres, des productions des artistes suivants : Cris af Enehielm (en), Simo Hannula (fi), Alpo Jaakola (en), Kimmo Kaivanto (fi), Raimo Kanerva (fi), Markku Kivinen (en), Carl-Gustav Lilius (fi), Juhani Linnovaara, Gunnar Pohjola (fi), Ulla Rantanen (fi), Aarno Salosmaa (fi), Teemu Saukkonen et Ilkka Juhani Takalo-Eskola (fi). 
Parmi les œuvres plus anciennes, on peut voir, par exemple, des travaux de Tyko Sallinen et de Vilho Lampi.
Parmi les œuvres internationales, on peut voir des productions graphiques de Karel Appel, Enrico Baj, Corneille, Roy Lichtenstein, Pablo Picasso, Umberto Mariani et de Palle Nielsen (en).

## Histoire
Le musée fait partie du Musée d'art de Tampere.